# Essence (revista)
Essence é uma revista estadunidense de publicação mensal destinada à mulheres afro-americanas entre 18 e 49 anos.

## Editores
- Ruth Ross (1970)
- Ida Lewis (1970–1971)
- Marcia Ann Gillespie (1971–1980)
- Susan L. Taylor (1981–2000)
- Monique Greenwood (2000)[3]
- Diane Weathers (2000–2005)[4][5]
- Angela Burt-Murray (2005–2010)
- Constance C. R. White (2011–2013)
- Vanessa Bush (2013-presente)